# 鳳情千千萬：三民主義飛向大陸義演晚會
《鳳情千千萬：三民主義飛向大陸義演晚會》是1982年1月10日臺灣歌星鳳飛飛以響應三民主義統一中國為主旨的義演晚會，於臺北市國父紀念館舉辦，李季準擔任主持人，歌林唱片發行實況錄音唱片《鳳情千千萬：1982鳳飛飛義演晚會實況錄音紀念唱片》（分為黑膠唱片與卡式錄音帶版本，黑膠唱片編號KL-1235），中國電視公司於1982年1月24日20:00至21:30（UTC+8）錄影轉播實況。本次晚會募款新臺幣三百餘萬元捐贈中國大陸災胞救濟總會（救總）購買中華民國國父孫中山著書《三民主義》空飄中國大陸，中視總經理梅長齡陪同鳳飛飛當面捐贈救總理事長谷正綱，播出後獲中國國民黨中央文化工作會嘉勉。2003年12月，歌林天龍音樂授權飛躍藝人經紀工作室以CDDA製作實況錄音黑膠唱片復刻版，全員集合國際多媒體發行。

## 節目序
節目序依實況錄音黑膠唱片歌詞本記載，黑膠唱片封底只記載鳳飛飛演唱的曲目。
開場
主持人：李季準
鳳飛飛演唱：〈好好愛我〉
作詞：晨曦（陳屏）　作曲：高中正義
鳳飛飛演唱：〈祈禱〉
作詞：翁炳榮、三陽　作曲：翁炳榮、三陽
鳳飛飛、李季準訪談
鳳飛飛演唱：〈我是一片雲〉
作詞：瓊瑤　作曲：古月
鳳飛飛演唱：〈愛字大家公用〉
作詞：蔣榮伊　作曲：李建德
鳳飛飛演唱：〈思想枝〉
作詞：洪世峰　作曲：張哲
鳳飛飛問候歌友
鳳飛飛演唱：台灣民謠組曲
平劇：〈花木蘭〉
演出：鳳飛飛
鳳飛飛演唱：〈另一種鄉愁〉
作詞：晨曦　作曲：谷村新司
〈大明星〉
演出：孫越、陶大偉
介紹特別來賓
特別來賓：柯俊雄
鳳飛飛演唱：〈十八姑娘一朵花〉
鳳飛飛演唱：〈聞笛〉
鳳飛飛演唱：〈茉莉花〉
作詞、作曲：中國民謠
鳳飛飛演唱：〈河山春曉〉
作詞：黃瑩　作曲：岳勳

## 工作人員
中視工作人員
- 製作人：李元凱
- 編撰、主持人：李季準
- 編審：蔣紀蔆
- 伴奏：中視大樂隊
- 指揮：林家慶